# W51CA
W51CA（だぶりゅーごーいちしーえー）は、カシオ計算機およびカシオ日立モバイルコミュニケーションズ（現・NECモバイルコミュニケーションズ）が日本国内向けに開発した、auブランドを展開するKDDIおよび沖縄セルラー電話の第3/3.5世代（CDMA 1X WIN）対応携帯電話である。

## 特徴
auの2006年度のベストセラー機種となったW41CAの後継機種であり、W41CAを基本にワンセグ機能の搭載やオープンアプリプレイヤーの搭載などauの最新サービスに対応している。W41CAと同じ回転2軸ヒンジ型ながら、W41CAでは非搭載だったサブディスプレイを搭載している。
- おサイフケータイ対応。新型の大容量FeliCaチップを搭載により、新たに「auケータイクーポン」にも対応。
- EZアプリにスクウェア・エニックスの「聖剣伝説―ファイナルファンタジー外伝（体験版）―」がプリセットされている。
- ワンセグの連続視聴時間は約5時間30分。電子番組ガイド（EPG）による録画予約が可能で、時短再生やタイムシフト再生にも対応している。アンテナは収納可能なホイップアンテナである。
- EZ・FM対応だが、聴取にはアンテナの役割を果たすイヤホンの接続が必要である。
- W41CAから引き続き内蔵コンテンツにHeart Craftの「アデリーペンギン」を採用している。プリセットのケータイアレンジでは待ち受け画面に「顔いろいろ」が採用されている。このケータイアレンジと内蔵コンテンツを組み合わせることで、電波・電池などのピクト含めた全てがペンギンの「ペンギンケータイ」を実現することができる。
- W41CAと比べ、データフォルダ容量が30MB（W41CAの半分以下）しかないことやPCドキュメントビューアーが非搭載などダウングレードした部分もある。
- 赤外線通信はIrSimpleに対応していて対応機種と高速通信が出来る。
- microSDスロットの位置はW43H/H IIと同じでバッテリーの下になっている。
- スピーカーはステレオスピーカーを採用している。

## 沿革
- 2007年（平成19年）1月16日 - KDDI、およびカシオ計算機より公式発表。
- 2007年2月2日 - 関東地区で発売。
- 2007年2月3日 - 東北・中部・北陸・関西・中国・四国・九州・沖縄地区で発売。
- 2007年2月6日 - 北海道地区で発売。
- 2007年7月 - 販売終了。
- 2022年（令和4年）3月31日 - 3Gサービスの完全終了・完全停波。これにより当端末は利用不可となった[2]。

## その他
フジテレビ系列の「run for money 逃走中」と「クロノス」、「ジャンプ!○○中」 で過去に利用されていた。

## 対応サービス
- au Smart Sports（アプリのダウンロードが必要）
- au LISTEN MOBILE SERVICE（ビデオクリップ対応）
- 着うたフル
- PCサイトビューアー
- Hello Messenger
- EZ FeliCa
- EZナビウォーク（声de入力）
- 安心ナビ
- EZ助手席ナビ
- 緊急通報位置通知
- EZチャンネルプラス
- EZニュースフラッシュ
- au ケータイクーポン
- デコレーションメール
- EZテレビ
- オープンアプリプレイヤー
- バックグラウンド受信
- SD-Audio (AAC)
- SD-Video
- モバイル辞典（音声発音機能つき）
  - デイリーコンサイス英和辞典
  - デイリーコンサイス和英辞典
  - デイリーコンサイス国語辞典
  - 英会話とっさのひとこと辞典
  - 冠婚葬祭マナー辞典
- EZ・FM
- 赤外線通信 (IrSimple)

## 注
1. ↑  2012年（平成24年）7月23日より利用不可
2. ↑  「CDMA 1X WIN」サービスの終了について - KDDI 2018年11月16日